# Philipp Matthias Bregy
Philipp Matthias Bregy (Visp, 7 de julio de 1978) es un abogado y político suizo. Miembro de El Centro, ha sido miembro del Consejo Nacional desde 2019. En 2021, fue elegido como líder (Fraktionschef) del grupo parlamentario de El Centro en el Consejo Nacional. Desde 2025 se desempeña como presidente de su partido, sucediendo a Gerhard Pfister.

## Biografía
De 1998 a 2004 estudió derecho en la Universidad de Berna. En 2004 recibió el Máster en Derecho de la misma universidad.
En 2013, Bregy fue elegido miembro del consejo municipal de Naters y lo fue hasta 2019. De 2009 a 2018 también fue miembro del Gran Consejo de Valais y líder del grupo parlamentario del Partido Demócrata Cristiano (CVP), así como presidente de la Comisión de Auditoría y Justicia. Tras la elección de Viola Amherd en el Consejo Federal en marzo de 2019, Bregy tomó su lugar en el Consejo Nacional. En las elecciones federales de 2019, Bregy fue confirmado como miembro del Consejo Nacional y posteriormente fue reelegido en las elecciones federales de 2023.
En el Consejo Nacional, es miembro de la Comisión Jurídica desde 2019 y de la Comisión de Economía e Impuestos desde 2023. De 2019 a 2023, Bregy fue miembro de la Comisión de Telecomunicaciones y Transporte y suplente de la Comisión de Inmunidad. Desde 2020, Bregy también fue miembro de la junta directiva del grupo parlamentario de El Centro. Después de que la presidenta del grupo parlamentario, Andrea Gmür-Schönenberger, anunciara su dimisión a finales de abril en marzo de 2021, Bregy se postuló para sucederla. En mayo de 2021 fue elegido como parte de la reunión ordinaria del grupo parlamentario y en noviembre de 2023 fue reelegido por unanimidad.
En abril de 2025, anunció su candidatura para suceder al presidente del partido, Gerhard Pfister. Fue el único candidato y fue elegido sucesor de Pfister en la reunión de delegados del partido en junio de 2025.